# Hydroides bisectus
Hydroides bisectus är en ringmaskart som beskrevs av Imajima och ten Hove 1989. Hydroides bisectus ingår i släktet Hydroides och familjen Serpulidae. Inga underarter finns listade i Catalogue of Life.